# Isoperla fulva
Isoperla fulva és una espècie d'insecte plecòpter pertanyent a la família dels perlòdids.

## Descripció
- La larva mascle fa entre 9 i 10 mm de llargària corporal.[7]

## Alimentació
La seua dieta és composta en un 70% de matèria animal (sobretot, efemeròpters i quironòmids, i, en menor grau, artròpodes terrestres, nimfes de plecòpters i larves de tricòpters i simúlids) i en un 30% de vegetal (algues -Ulothrix-, diatomees -Fragilaria, Synedra i Cymbella- i detritus).

## Hàbitat
En el seu estadi immadur és aquàtic i viu a l'aigua dolça, mentre que com a adult és terrestre i volador.

## Distribució geogràfica
Es troba a Nord-amèrica: el Canadà (Alberta i la Colúmbia Britànica) i els Estats Units (Arizona, Califòrnia, Colorado, Idaho, Montana, Nou Mèxic, Nevada, Oregon, Utah, Washington i Wyoming).